# Abú Ubajda
Abú Ubajda (arabsky أبو عبيدة‎) je pseudonym palestinského bojovníka a mluvčího Brigád Izz ad-Dína al-Kassáma, ozbrojeného křídla Hamásu, které jsou některými zeměmi považovány za teroristickou organizaci.

## Osobní údaje
Skutečné jméno Abú Ubajdy není známo, stejně jako většina jeho osobních údajů. Na veřejnosti se objevuje pouze s kefíjou zakrývající obličej. V roce 2014 Ynet zveřejnil údajnou fotografii Abú Ubajdy se jménem Huzajfa Samír Abdulláh al-Kahlút. Pravdivost fotografie a jména však popřely Brigády Izz ad-Dína al-Kassáma, jejichž vysoký představitel uvedl, že Abú Ubajda „nevystupuje a nebude vystupovat v médiích“ a že jen malý počet lidí ví, kdo ve skutečnosti je.
Pseudonym pravděpodobně odkazuje na Abú Ubajdu ibn al-Džarráha, společníka proroka Mohameda a velitele vojsk Rášidského chalífátu během bitvy u Jarmúku a obléhání Jeruzaléma v 7. století.
Abú Ubajda se na veřejnosti poprvé objevil v roce 2006, kdy oznámil zajetí izraelského vojáka Gil'ada Šalita.

## Kariéra
V červnu 2020 v reakci na plány izraelských představitelů oficiálně anektovat části Západního břehu Jordánu Abú Ubajda prohlásil, že „síly odporu budou věrně chránit palestinský lid“. Izraelské plány označil za „vyhlášení války“.
Během izraelsko-palestinských střetů v květnu 2021 prohlásil, že zasáhnout Tel Aviv, Dimonu, Ašdod, Aškelon a Beer Ševu je pro nás „snazší než pít vodu“. Po dosažení dohody o příměří řekl: „S Boží pomocí jsme dokázali pokořit nepřítele, jeho křehkou entitu a jeho divokou armádu“.